# Wistedt
Wistedt (dolnoniem. Wist) – miejscowość i gmina w niemieckim kraju związkowym Dolna Saksonia, w powiecie Harburg, należy do gminy zbiorowej (niem. Samtgemeinde) Tostedt.

## Położenie geograficzne
Wistedt leży w północno-zachodniej części Pustaci Lüneburskiej ok. 40 km. na południowy zachód od Hamburga. Przez południowo-zachodni obszar gminy płynie rzeka Wümme. Wistedt sąsiaduje od wschodu z gminą Tostedt, od południa z gminą Königsmoor, od zachodu z gminą Kalbe należącą do gminy zbiorowej Sittensen w powiecie Rotenburg (Wümme). Na północy sąsiaduje z gminą Heidenau.
Na terenie gminy dwie rzeki w swoich górnych biegach a należące do dwóch różnych dorzeczy płyną w odległości zaledwie 300 m od siebie a potem skręcają w różne kierunki. Mowa jest o rzekach Este, lewym dopływie dolnej Łaby i Wümme, prawym dopływie dolnej Wezery.
Na terenie gminy znajdują się dwa rezerwaty przyrody; Kauers Wittmoor i Großes Moor, które zajmują bardzo duży obszar gminy, proprcjonalnie jeden z największych w Dolnej Saksonii.

## Historia
Pierwsza wzmianka o Wistedt pochodzi z roku 1244. W dokumencie biskupa z Verden wymieniona została wieś Wisthede (Wist), obecna nazwa Wistedt.

## Dzielnice gminy
W skład gminy Wistedt wchodzi również dzielnica Wümme.

## Komunikacja
Przez Wistedt przebiega droga krajowa B75 pomiędzy Tostedt a Lauenbrück. Do najbliższej autostrady A1 z węzłem Heidenau jadąc przez Tostedt jest ok. 9 km.